# 1982 no desporto

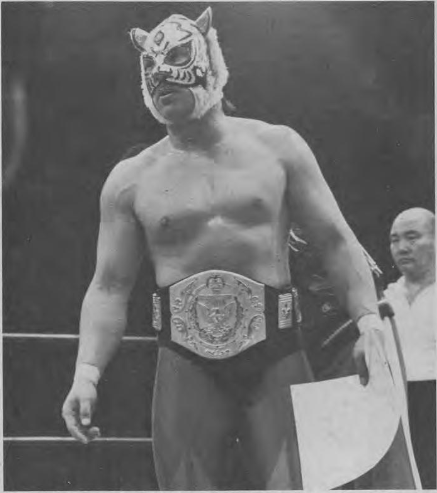
Tiger Mask como Campeão Júnior Peso Pesado da WWF, 1982T

## Eventos

### Atletismo
- 26 de junho - Carlos Lopes (atleta) bate o recorde europeu dos 10 mil metros, ao fazer o tempo de 27:24,39 m numa realizada no Meeting de Oslo.

## Automobilismo
- 23 de janeiro - Raul Boesel estreia na Fórmula 1.
- 21 de março - Nelson Piquet vence o GP do Brasil.
- 19 de abril - Quase um mês do GP do Brasil, Piquet (vencedor) e Keke Rosberg (2º colocado) são desclassificados pelo tribunal de apelações da FISA, porque os carros dos pilotos citados estavam com o peso mínimo abaixo do regulamento. Com as desclassificações de Piquet e Rosberg, a classificação oficial da prova ficou assim: Alain Prost (vencedor), John Watson (2º), Nigel Mansell (3º), Michele Alboreto (4º), Manfred Winkelhock (5º), Didier Pironi (6º), Slim Borgudd (7º), Jochen Mass (8º), Jean-Pierre Jarier (9º) e Mauro Baldi (10º lugar).[1]
- 23 de abril - As escuderias da FOCA decidem boicotar o GP de San Marino.[2]
- 25 de abril - Didier Pironi vence o GP de San Marino com Gilles Villeneuve em 2º e Michele Alboreto em 3º lugar (seu primeiro pódio na carreira). Pironi venceu a prova contrariando ordens da Ferrari impedindo que Villeneuve alcançasse a glória.
- 8 de maio - Gilles Villeneuve morre após um grave acidente durante o treino classificatório para o GP da Bélgica, no circuito de Zolder.[3]
- 23 de maio - Riccardo Patrese vence o inacreditável GP de Mônaco, sua primeira vitória na Fórmula 1 e o décimo piloto italiano diferente a vencer na categoria.[4]
- 5 de junho - Devido a problemas de organização na estreia da pista em Detroit, a colocação dos muros de proteção no circuito atrasou todo o protocolo da corrida: o treino extra marcado para o reconhecimento dos pilotos na quinta-feira não foi realizado e o primeiro treino classificatório na sexta-feira não houve e foi substituído por uma sessão de treinos livre. Os dois treinos classificatório foi realizado no sábado em duas sessões de uma hora; na parte da manhã, na primeira sessão classificatória, Alain Prost (Renault) fez o melhor tempo, 2º Andrea de Cesaris (Alfa Romeo), 3º Keke Rosberg (Williams), 4º Didier Pironi (Ferrari), 5º Manfred Winkelhock (ATS) e 6º Bruno Giacomelli (Alfa Romeo). Os brasileiros: 20º Raul Boesel (March), 26º Chico Serra (Fittipaldi) e 28º e último tempo para Nelson Piquet, que teve problemas no seu motor BMW turbo de sua Brabham. Como choveu na parte da tarde, na segunda sessão classificatória, ninguém melhorou e o grid de largada foi definido no período da manhã e resultando na eliminação de Piquet na prova.[5][6]
- 22 de agosto - Ayrton Senna é campeão europeu de Fórmula Ford 2000.[7]
- 25 de setembro - Michele Alboreto vence o GP de Las Vegas, sua primeira vitória na carreira. Com o 5º lugar, Keke Rosberg torna-se campeão e garante o primeiro título da Finlândia na categoria.[8]
- 26 de setembro - Ayrton Senna é campeão inglês de Fórmula Ford 2000.[9]

## Futebol
- 25 de abril - O Flamengo vence o Grêmio por 1 a 0 no Olímpico, Porto Alegre, no terceiro jogo, e torna-se campeão brasileiro. É o segundo título do Mengão, que no primeiro jogo empatou em 0 a 0 no Maracanã e o segundo no Olímpico, empate de 1 a 1.[10]
- 27 de maio - Em um jogo do Brasil contra a Irlanda, o Estádio Municipal João Havelange é inaugurado em Uberlândia sendo considerado o maior estádio do interior do Brasil.
- 5 de julho - O Brasil perde para a Itália por 3 a 2, e é eliminado da Copa do Mundo na Espanha.[11]
- 11 de julho - A Itália vence a Alemanha por 3 a 1, tornando-se tricampeã do mundo.[12]
- 11 de novembro - Fundação da claque (torcida) do Sport Lisboa e Benfica, Diabos Vermelhos.

## Nascimentos
| Data            | Nome                          | Profissão                    | Nacionalidade                            | Observações | Ref |
| --------------- | ----------------------------- | ---------------------------- | ---------------------------------------- | ----------- | --- |
| 1 de janeiro    | David Nalbandian              | tenista                      | Argentina                                |             |     |
| 3 de janeiro    | Eşref Apak                    | atleta, lançador de martelo  | Turquia                                  |             |     |
| 5 de janeiro    | Kjersti Buaas                 | snowboarder                  | Noruega                                  |             |     |
| 8 de janeiro    | Cláudio Pitbull               | futebolista                  | Brasil                                   |             |     |
| 8 de janeiro    | John Utaka                    | futebolista                  | Nigéria                                  |             |     |
| 14 de janeiro   | Léo Lima                      | futebolista                  | Brasil                                   |             |     |
| 14 de janeiro   | Victor Valdés                 | futebolista                  | Espanha                                  |             |     |
| 15 de janeiro   | Benjamin Agosto               | patinador artístico          | Estados Unidos                           |             |     |
| 17 de janeiro   | Dwyane Wade                   | basquetebolista              | Estados Unidos                           |             |     |
| 19 de janeiro   | Pierre                        | futebolista                  | Brasil                                   |             |     |
| 20 de janeiro   | Serghei Covalciuc             | futebolista                  | Moldávia                                 |             |     |
| 22 de janeiro   | Fabricio Coloccini            | futebolista                  | Argentina                                |             |     |
| 22 de janeiro   | Paula Pequeno                 | jogadora de volei            | Brasil                                   |             |     |
| 22 de janeiro   | Peter Jehle                   | futebolista                  | Liechtenstein                            |             |     |
| 30 de janeiro   | Nádson                        | futebolista                  | Brasil                                   |             |     |
| 5 de fevereiro  | Jennifer Suhr                 | atleta, saltadora com vara   | Estados Unidos                           |             |     |
| 5 de fevereiro  | Rodrigo Palacio               | futebolista                  | Argentina                                |             |     |
| 8 de fevereiro  | Zersenay Tadese               | atleta, fundista             | Eritreia                                 |             |     |
| 10 de fevereiro | Justin Gatlin                 | atleta, velocista            | Estados Unidos                           |             |     |
| 12 de fevereiro | Julius Aghahowa               | futebolista                  | Nigéria                                  |             |     |
| 17 de fevereiro | Adriano Leite Ribeiro         | futebolista                  | Brasil                                   |             |     |
| 18 de fevereiro | Douglas                       | futebolista                  | Brasil                                   |             |     |
| 19 de fevereiro | Camelia Potec                 | nadadora                     | Roménia                                  |             |     |
| 22 de fevereiro | Susanna Pöykiö                | patinadora                   | Finlândia                                |             |     |
| 4 de março      | Landon Donovan                | futebolista                  | Estados Unidos                           |             |     |
| 10 de março     | Timo Glock                    | piloto de automobilismo      | Alemanha                                 |             |     |
| 17 de março     | Steven Pienaar                | futebolista                  | África do Sul                            |             |     |
| 18 de março     | Pedro Mantorras               | futebolista                  | Angola                                   |             |     |
| 23 de março     | Tomasz Kuszczak               | futebolista                  | Polónia                                  |             |     |
| 25 de março     | Danica Patrick                | piloto de automobilismo      | Estados Unidos                           |             |     |
| 25 de março     | Ekaterina Khilko              | ginasta                      | Uzbequistão                              |             |     |
| 26 de março     | Mikel Arteta                  | futebolista                  | Espanha                                  |             |     |
| 28 de março     | Aksana Miankova               | atleta, lançadora de martelo | Bielorrússia                             |             |     |
| 31 de março     | Tal Ben Haim                  | futebolista                  | Israel                                   |             |     |
| 1 de abril      | Andreas Thorkildsen           | atleta, lançador de dardo    | Noruega                                  |             |     |
| 2 de abril      | David Ferrer                  | tenista                      | Espanha                                  |             |     |
| 5 de abril      | Alexandre Prémat              | piloto de automobilismo      | França                                   |             |     |
| 7 de abril      | Agata Mróz                    | jogadora de vôlei            | Polónia                                  | m. 2008     |     |
| 9 de abril      | Júnior César                  | futebolista                  | Brasil                                   |             |     |
| 14 de abril     | Damien Nash                   | futebolista                  | Estados Unidos                           | m. 2007     |     |
| 14 de abril     | Larissa França                | atleta                       | Brasil                                   |             |     |
| 22 de abril     | Kaká                          | futebolista                  | Brasil                                   |             |     |
| 23 de abril     | Jorge Henrique                | futebolista                  | Brasil                                   |             |     |
| 24 de abril     | Irina Tchachina               | ginasta                      | Rússia                                   |             |     |
| 24 de abril     | David Oliver                  | atleta, barreirista          | Estados Unidos                           |             |     |
| 1 de maio       | Darijo Srna                   | futebolista                  | Croácia                                  |             |     |
| 5 de maio       | Przemysław Kaźmierczak        | futebolista                  | Polónia                                  |             |     |
| 5 de maio       | Sándor Torghelle              | futebolista                  | Hungria                                  |             |     |
| 15 de maio      | Veronica Campbell             | atleta, velocista            | Jamaica                                  |             |     |
| 22 de maio      | Thiago Alves                  | tenista                      | Brasil                                   |             |     |
| 24 de maio      | DaMarcus Beasley              | futebolista                  | Estados Unidos                           |             |     |
| 24 de maio      | Roberto Colautti              | futebolista                  | Israel                                   |             |     |
| 1 de junho      | Justine Henin                 | tenista                      | Bélgica                                  |             |     |
| 3 de junho      | Horacio Peralta               | futebolista                  | Uruguai                                  |             |     |
| 3 de junho      | Yelena Isinbayeva             | atleta                       | Rússia                                   |             |     |
| 4 de junho      | Maria Olaru                   | ginasta                      | Roménia                                  |             |     |
| 5 de junho      | Zvjezdan Misimović            | futebolista                  | Bósnia e Herzegovina                     |             |     |
| 8 de junho      | Nadia Petrova                 | tenista                      | Rússia                                   |             |     |
| 10 de junho     | Tara Lipinski                 | patinadora artística         | Estados Unidos                           |             |     |
| 13 de junho     | Kenenisa Bekele               | atleta, fundista             | Etiópia                                  |             |     |
| 18 de junho     | Marco Borriello               | futebolista                  | Itália                                   |             |     |
| 19 de junho     | Chris Vermeulen               | motociclista                 | Austrália                                |             |     |
| 24 de junho     | Sylvain Guintoli              | motociclista                 | França                                   |             |     |
| 25 de junho     | Mikhail Youzhny               | tenista                      | Rússia                                   |             |     |
| 2 de julho      | Élder Granja                  | futebolista                  | Brasil                                   |             |     |
| 5 de julho      | Alberto Gilardino             | futebolista                  | Itália                                   |             |     |
| 9 de julho      | Sakon Yamamoto                | piloto de automobilismo      | Japão                                    |             |     |
| 12 de julho     | Antonio Cassano               | futebolista                  | Itália                                   |             |     |
| 16 de julho     | Steve Hooker                  | atleta, saltador com vara    | Austrália                                |             |     |
| 22 de julho     | Anna Chicherova               | atleta, saltadora triplo     | Rússia / Armênia                         |             |     |
| 28 de julho     | Cain Velasquez                | lutador                      | Estados Unidos                           |             |     |
| 31 de julho     | Edmond Kapllani               | futebolista                  | Albânia                                  |             |     |
| 31 de julho     | Marek Sapara                  | futebolista                  | Eslovênia                                |             |     |
| 2 de agosto     | Hélder Postiga                | futebolista                  | Portugal                                 |             |     |
| 5 de agosto     | Michele Pazienza              | futebolista                  | Itália                                   |             |     |
| 7 de agosto     | Marco Melandri                | motociclista                 | Itália                                   |             |     |
| 7 de agosto     | Yana Klochkova                | nadadora                     | União Soviética                          |             |     |
| 9 de agosto     | Tyson Gay                     | atleta                       | Estados Unidos                           |             |     |
| 16 de agosto    | Joleon Lescott                | futebolista                  | Reino Unido                              |             |     |
| 17 de agosto    | Phil Jagielka                 | futebolista                  | Inglaterra                               |             |     |
| 17 de agosto    | Sérgio Oliva                  | hipismo                      | Brasil                                   |             |     |
| 23 de agosto    | Natalie Coughlin              | nadadora                     | Estados Unidos                           |             |     |
| 24 de agosto    | José Bosingwa                 | futebolista                  | República Democrática do Congo/ Portugal |             |     |
| 24 de agosto    | Kim Källström                 | futebolista                  | Suécia                                   |             |     |
| 29 de agosto    | Vincent Enyeama               | futebolista                  | Nigéria                                  |             |     |
| 30 de agosto    | Andy Roddick                  | tenista                      | Estados Unidos                           |             |     |
| 31 de agosto    | Pepe Reina                    | futebolista                  | Espanha                                  |             |     |
| 1 de setembro   | Jeffrey Buttle                | patinador artístico          | Canadá                                   |             |     |
| 10 de setembro  | Didi                          | futebolista                  | Brasil                                   |             |     |
| 13 de setembro  | Maybyner Rodney Hilário       | basquetebolista              | Brasil                                   |             |     |
| 19 de setembro  | Cristina López                | atleta, marchadora           | El Salvador                              |             |     |
| 19 de setembro  | Elena Zamolodchikova          | ginasta                      | União Soviética (Rússia)                 |             |     |
| 21 de setembro  | Marat Izmaylov                | futebolista                  | Rússia                                   |             |     |
| 26 de setembro  | Marco Fortes                  | atleta, lançador de peso     | Portugal                                 |             |     |
| 27 de setembro  | Darrent Williams              | futebolista                  | Estados Unidos                           | m. 2007     |     |
| 27 de setembro  | Fabián Estoyanoff             | futebolista                  | Uruguai                                  |             |     |
| 28 de setembro  | Anderson Varejão              | basquetebolista              | Brasil                                   |             |     |
| 1 de outubro    | Haruna Babangida              | futebolista                  | Nigéria                                  |             |     |
| 5 de outubro    | Jádson                        | futebolista                  | Brasil                                   |             |     |
| 6 de outubro    | Alexander Lund Hansen         | futebolista                  | Noruega                                  |             |     |
| 7 de outubro    | Jermain Defoe                 | futebolista                  | Inglaterra                               |             |     |
| 9 de outubro    | António Manuel Viana Mendonça | futebolista                  | Angola                                   |             |     |
| 13 de outubro   | Ian Thorpe                    | nadador                      | Austrália                                |             |     |
| 13 de outubro   | Marcela Lopez                 | ginasta                      | Brasil                                   |             |     |
| 16 de outubro   | Frédéric Michalak             | jogador de rugby             | França                                   |             |     |
| 20 de outubro   | Yasser Al-Qahtani             | futebolista                  | Arábia Saudita                           |             |     |
| 24 de outubro   | Mohamed Fairuz Fauzy          | piloto de automobilismo      | Malásia                                  |             |     |
| 26 de outubro   | Adam Carroll                  | piloto de automobilismo      | Irlanda do Norte                         |             |     |
| 3 de novembro   | Evgeni Plushenko              | patinador                    | Rússia                                   |             |     |
| 4 de novembro   | Kamila Skolimowska            | atleta, lançadora de martelo | Polónia                                  | m. 2009     |     |
| 11 de novembro  | Asafa Powell                  | atleta                       | Jamaica                                  |             |     |
| 27 de novembro  | Alexander Kerjakov            | futebolista                  | Rússia                                   |             |     |
| 28 de novembro  | Leandro Barbosa               | ex-basquetebolista           | Brasil                                   |             |     |
| 3 de dezembro   | Michael Essien                | futebolista                  | Gana                                     |             |     |
| 4 de dezembro   | Ho-Pin Tung                   | piloto de automobilismo      | China / Países Baixos                    |             |     |
| 6 de dezembro   | Alberto Contador              | ciclista                     | Espanha                                  |             |     |
| 8 de dezembro   | Hamit Altıntop                | futebolista                  | Turquia                                  |             |     |
| 15 de dezembro  | Borja García                  | piloto de automobilismo      | Espanha                                  |             |     |
| 18 de dezembro  | Kateřina Baďurová             | atleta, saltadora com vara   | Chéquia                                  |             |     |
| 22 de dezembro  | Souleymane Camara             | futebolista                  | Senegal                                  |             |     |
| 23 de dezembro  | Roxana Luca                   | patinadora artística         | Roménia                                  |             |     |

## Mortes
| Data           | Nome              | Profissão                         | Nacionalidade | Observações | Ref |
| -------------- | ----------------- | --------------------------------- | ------------- | ----------- | --- |
| 24 de abril    | Ville Ritola      | atleta, fundista                  | Finlândia     | n. 1896     |     |
| 8 de maio      | Gilles Villeneuve | automobilista                     | Canadá        | n. 1952     |     |
| 13 de junho    | Riccardo Paletti  | automobilista                     | Itália        | n. 1958     |     |
| 10 de julho    | Karl Hein         | atleta, lançador de martelo       | Alemanha      | n. 1908     |     |
| 24 de novembro | Eino Penttilä     | atleta, lançador de dardo         | Finlândia     | n. 1906     |     |
| 29 de novembro | Percy Williams    | atleta, velocista                 | Canadá        | n. 1908     |     |
| 16 de dezembro | Colin Chapman     | projetista, inventor e construtor | Reino Unido   | n. 1928     |     |